# Vale (Oregon)
Vale és una població dels Estats Units i seu del comtat de Malheur a l'estat d'Oregon. Segons el cens del 2000 tenia 1.976 habitants.

## Demografia
Segons el cens del 2000, Vale tenia 1.976 habitants, 658 habitatges, i 488 famílies. La densitat de població era de 706,4 habitants per km².
Dels 658 habitatges en un 40,9% hi vivien nens de menys de 18 anys, en un 57% hi vivien parelles casades, en un 12,8% dones solteres, i en un 25,8% no eren unitats familiars. En el 22,6% dels habitatges hi vivien persones soles el 12,3% de les quals corresponia a persones de 65 anys o més que vivien soles. El nombre mitjà de persones vivint en cada habitatge era de 2,83 i el nombre mitjà de persones que vivien en cada família era de 3,32.
Per edats la població es repartia de la següent manera: un 31,2% tenia menys de 18 anys, un 9,7% entre 18 i 24, un 26,7% entre 25 i 44, un 18,2% de 45 a 60 i un 14,2% 65 anys o més.
L'edat mediana era de 32 anys. Per cada 100 dones de 18 o més anys hi havia 97,1 homes.
La renda mediana per habitatge era de 27.065$ i la renda mediana per família de 33.355$. Els homes tenien una renda mediana de 27.176$ mentre que les dones 22.500$. La renda per capita de la població era de 11.943$. Aproximadament el 15,6% de les famílies i el 20% de la població estaven per davall del llindar de pobresa.

## Poblacions més properes
El següent diagrama mostra les poblacions més properes.